# Jabal Umm Shūmar
Jabal Umm Shūmar är ett berg i Egypten.   Det ligger i guvernementet Sina al-Janubiyya, i den östra delen av landet, 300 km sydost om huvudstaden Kairo. Toppen på Jabal Umm Shūmar är 2 578 meter över havet, eller 664 meter över den omgivande terrängen. Bredden vid basen är 5,3 km.
Terrängen runt Jabal Umm Shūmar är bergig åt sydväst, men åt nordost är den kuperad.  Trakten runt Jabal Umm Shūmar är nära nog obefolkad, med mindre än två invånare per kvadratkilometer. Det finns inga samhällen i närheten. Trakten runt Jabal Umm Shūmar är ofruktbar med lite eller ingen växtlighet.